# ويلارد ميتكالف
ويلارد ميتكالف (بالإنجليزية: Willard Metcalf)‏ هو فنان ورسام أمريكي، ولد في 1 يوليو 1858 في لوويل في الولايات المتحدة، وتوفي في 9 مارس 1925 في نيويورك في الولايات المتحدة بسبب نوبة قلبية.

## وصلات خارجية
- ويلارد ميتكالف على موقع الموسوعة البريطانية (الإنجليزية)